# 让·莫莱
让·莫莱（法語：Jean Morlet，法語發音：[ʒɑ̃ mɔʁlɛ]; 1931年1月13日—2007年4月27日），法国地球物理学家。他在1975年发明了小波分析方法，同时他也发明了术语“小波”（wavelet）来描述他的工作。在1981年，莫莱和亚历克斯·格罗斯曼合作研究了小波变换。

## 生平
莫莱与1952年毕业于巴黎综合理工学院。当他发明小波来解决石油勘探中信号处理的问题时，他正作为一名研究工程师为 Elf Aquitaine 公司工作。